# Société littéraire de Huy
La Société littéraire de Huy, a été créée dans le dernier quart du XVIIIe siècle, tout comme la Société littéraire de Liège, par le prince-évêque François-Charles de Velbrück, dans la bonne ville de Huy, située à l'époque dans la principauté épiscopale de Liège.
À l'instar d'autres cabinets de lecture ou sociétés d'émulation de cette époque, elle offrait un lieu de lecture et de réunion pour des rencontres intellectuelles, littéraires et conviviales à la société cultivée de cette ville.
La Société littéraire de Huy se fit construire en 1788 un bel hôtel de pierre grise, d'une architecture sobre inspirée du classicisme, qui sert toujours actuellement de local à l'institution.